# Васильевка (Ульяновский район)
Васильевка — село в Ульяновском районе Ульяновской области. Входит в состав Ундоровского сельского поселения.

## География
Находится на правом берегу реки Свияга на расстоянии примерно 27 километров к северу от районного центра поселка Ишеевка.

## История
В 1913 году в деревне (сельце) Васильевка, находившейся в приходе Казанской церкви соседнего села Зеленовка, было 105 дворов, 644 жителя (русские), школа. При деревне находился хутор местного землевладельца П. К. Рудольфа. В марте 1917 г. в селе произошло крестьянское выступление, подавленное военной силой.

## Население
| 2010 |
| ---- |
| 15   |

Население составляло 9 человек в 2002 году (татары 33 %, русские 67 %).

## Известные[кому?]уроженцы
- Горбунов, Михаил Иванович (1896—1970) — советский военачальник, генерал-лейтенант артиллерии.
- Михаил Никитич Белов (1875—1926) — поэт-самоучка[3].